# 船橋市立金杉台中学校
船橋市立金杉台中学校（ふなばししりつ かなすぎだいちゅうがっこう）は、かつて千葉県船橋市金杉台一丁目にあった公立中学校。

## 沿革
- 1970年（昭和45年） - 金杉台団地造成に伴い、団地校として設立が決定
- 2023年（令和5年）
  - 3月10日 - 卒業式後閉校イベント開催。
  - 3月26日 - 金杉台中学校卒業生と元教員・地域住民を対象とした一般公開（閉校イベント）の実施。　
  - 3月31日を以って閉校となり、近隣の船橋市立御滝中学校に統合。